# وایگنهایم
وایگنهایم (به آلمانی: Weigenheim) یک شهر در آلمان است که در نوی‌شتات واقع شده‌است. وایگنهایم ۱٬۰۱۷ نفر جمعیت دارد.